# Palazzo Valmarana
Palazzo Valmarana è un palazzo situato a Vicenza, in corso Fogazzaro, progettato dall'architetto Andrea Palladio nel 1565 e costruito tra il 1566 e 1580.
È inserito nell'elenco dei 23 monumenti palladiani della città che fa parte dei Patrimoni dell'umanità dell'UNESCO.

## Storia
La medaglia di fondazione dell'edificio porta incisi la data 1566 e il profilo di Isabella Nogarola Valmarana, ed è quest'ultima a firmare i contratti per la costruzione coi muratori nel dicembre del 1565. Tuttavia non vi è dubbio sul ruolo avuto dal suo defunto marito Giovanni Alvise (morto nel 1558) nella scelta di Palladio come progettista del palazzo di famiglia. Con Girolamo Chiericati, e naturalmente Giangiorgio Trissino, nel 1549 il Valmarana aveva sostenuto pubblicamente il progetto di Palladio per le Logge della Basilica, evidentemente sulla base di una stima nata sei anni prima, quando Giovanni Alvise sovrintese alla realizzazione degli apparati effimeri in onore dell'ingresso a Vicenza del vescovo Niccolò Ridolfi (1543), ideati da Palladio con la regia del Trissino. E uno spazio palladiano, la cappella Valmarana nella chiesa di Santa Corona, ospiterà le spoglie mortali di Giovanni Alvise e di Isabella, su commissione del figlio Leonardo.
Sul sito poi occupato dal nuovo palazzo cinquecentesco, la famiglia Valmarana deteneva proprietà edilizie sin dalla fine del Quattrocento, che progressivamente furono accorpate sino a costituire l'oggetto della ristrutturazione palladiana. L'irregolarità planimetrica degli ambienti discende senza dubbio dall'andamento sghembo della facciata e dei muri preesistenti. In questo senso appare evidente quanto l'olimpica regolarità della planimetria del palazzo presentato nei Quattro libri dell'architettura (Venezia, 1570) sia frutto della consueta teorica astrazione palladiana, tanto più che l'estensione del palazzo oltre il cortile quadrato non solo non fu mai realizzata, ma a quanto pare neppure ricercata da Leonardo Valmarana, che risulta acquisire immobili confinanti piuttosto che proseguire nella costruzione del palazzo di famiglia.
Durante la seconda guerra mondiale, il 18 marzo 1945, il palazzo subì pesantissimi danni a causa di un bombardamento alleato che distrusse la copertura, parte dell'attico e gran parte del salone principale al piano nobile. La facciata rimase invece intatta e costituisce tuttora uno dei rari esempi che conservano il proprio rivestimento di intonaci e marmorine originali. Nel 1960 il palazzo in rovina fu ceduto dalla famiglia Valmarana a Vittor Luigi Braga Rosa, che condusse estesi restauri, ricostruendo le parti demolite in guerra e arricchendo il palazzo con decorazioni e opere d'arte provenienti da altri palazzi distrutti, tra cui spicca la collezione di tele seicentesche di Giulio Carpioni a soggetto mitologico.

## Descrizione
La facciata di palazzo Valmarana è una delle realizzazioni palladiane più straordinarie e insieme singolari. Per la prima volta in un palazzo, un ordine gigante abbraccia l'intero sviluppo verticale dell'edificio: si tratta evidentemente di una soluzione che prende origine dalle sperimentazioni palladiane sui prospetti di edifici religiosi, come la pressoché contemporanea facciata di San Francesco della Vigna. Come nella chiesa veneziana le navate maggiore e minore si proiettano su uno stesso piano, così sulla facciata di palazzo Valmarana appare evidente la stratificazione di due sistemi: l'ordine gigante delle sei paraste composite sembra sovrapporsi all'ordine minore di paraste corinzie, in modo tanto più evidente ai margini dove la mancanza della parasta finale rivela il sistema sottostante, che sostiene il bassorilievo di un soldato con le insegne Valmarana.

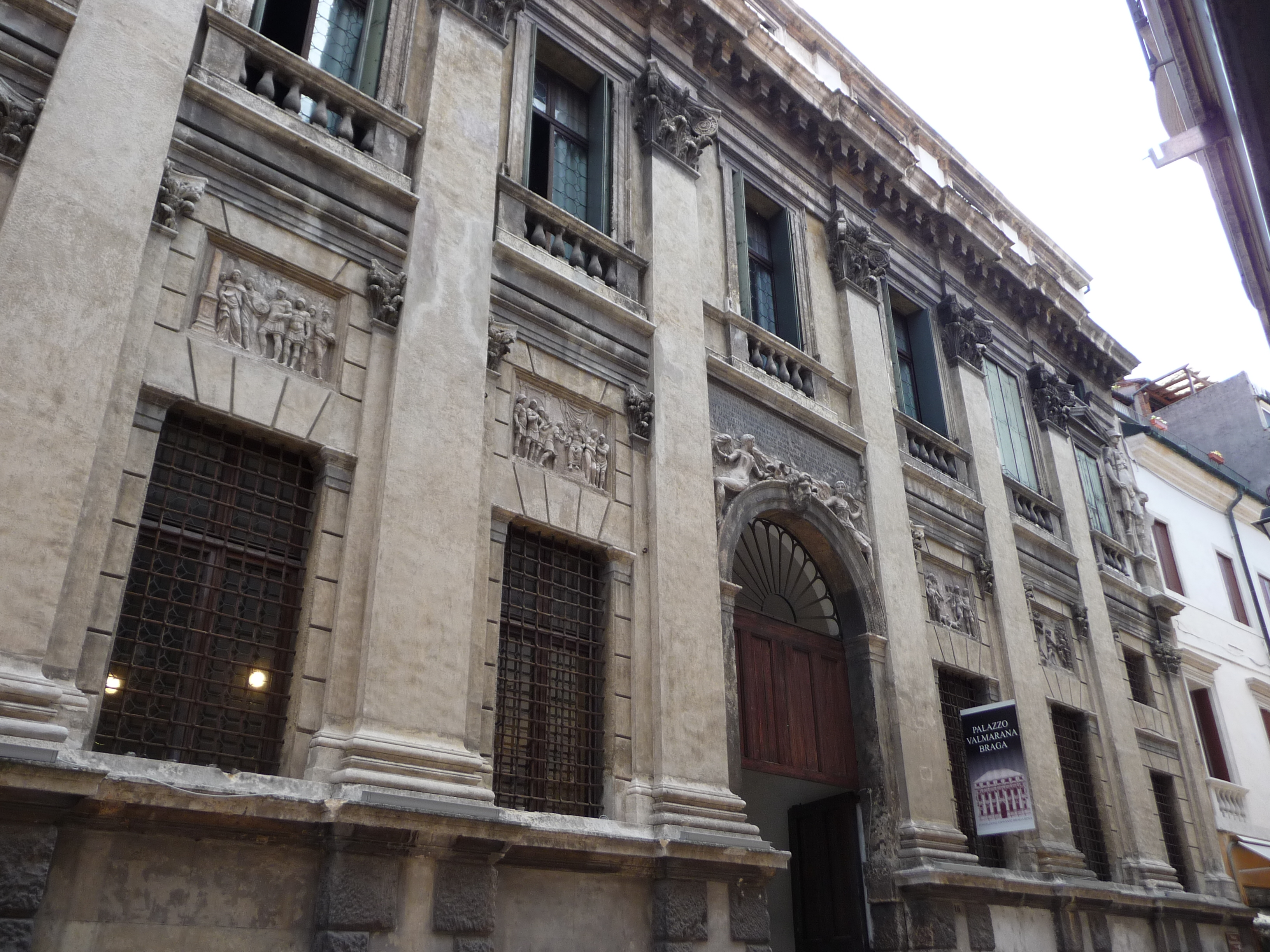
Facciata

Piuttosto che da astratte costruzioni geometriche, la logica compositiva di queste facciate civili e religiose deriva dalla familiarità di Palladio con le tecniche di disegno, in particolare le rappresentazioni ortogonali con cui visualizza i progetti e restituisce i rilievi degli edifici antichi, e che per altro gli consentono un controllo puntuale dei rapporti fra interno ed esterno dell'edificio.

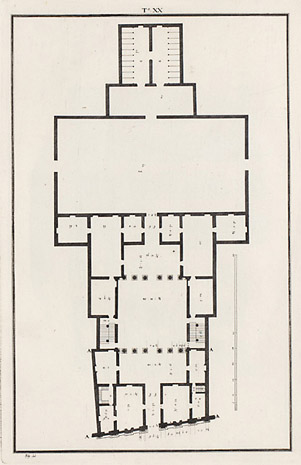
Pianta (Ottavio Bertotti Scamozzi, 1776)
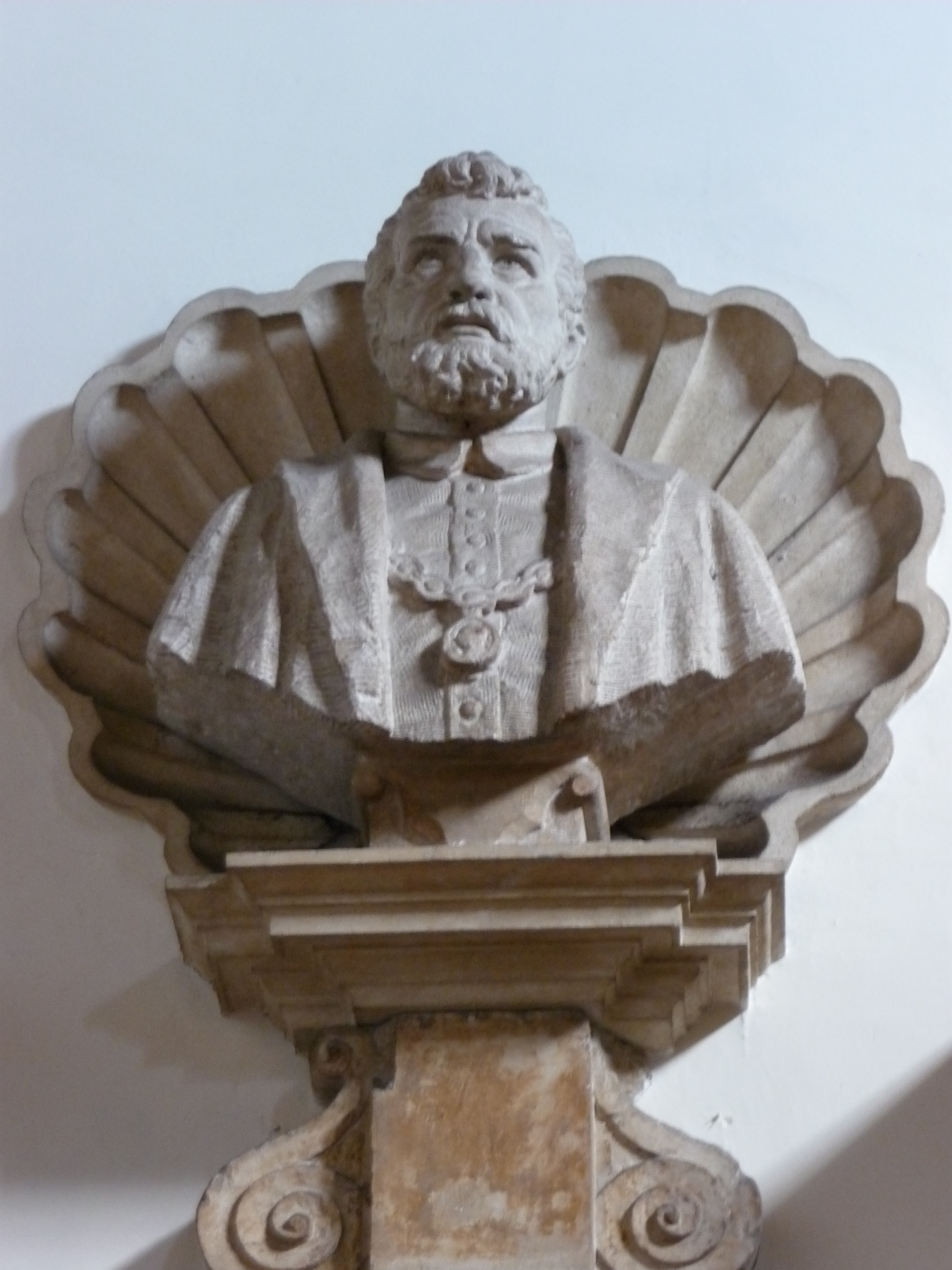
Busto di Giovanni Alvise Valmarana, nel salone del piano nobile.
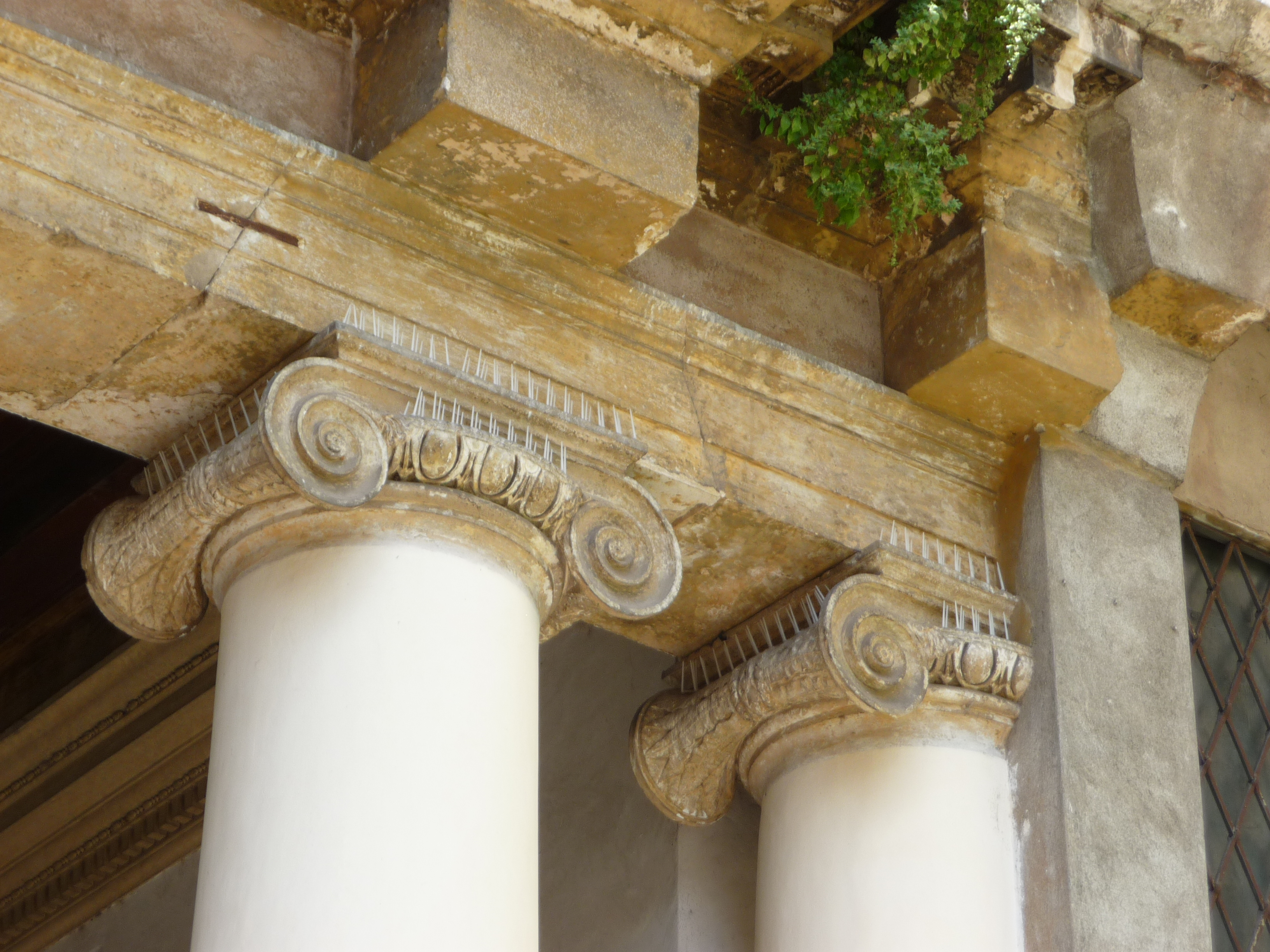
Dettaglio dei capitelli ionici della loggia al piano terreno, visti dal cortile.
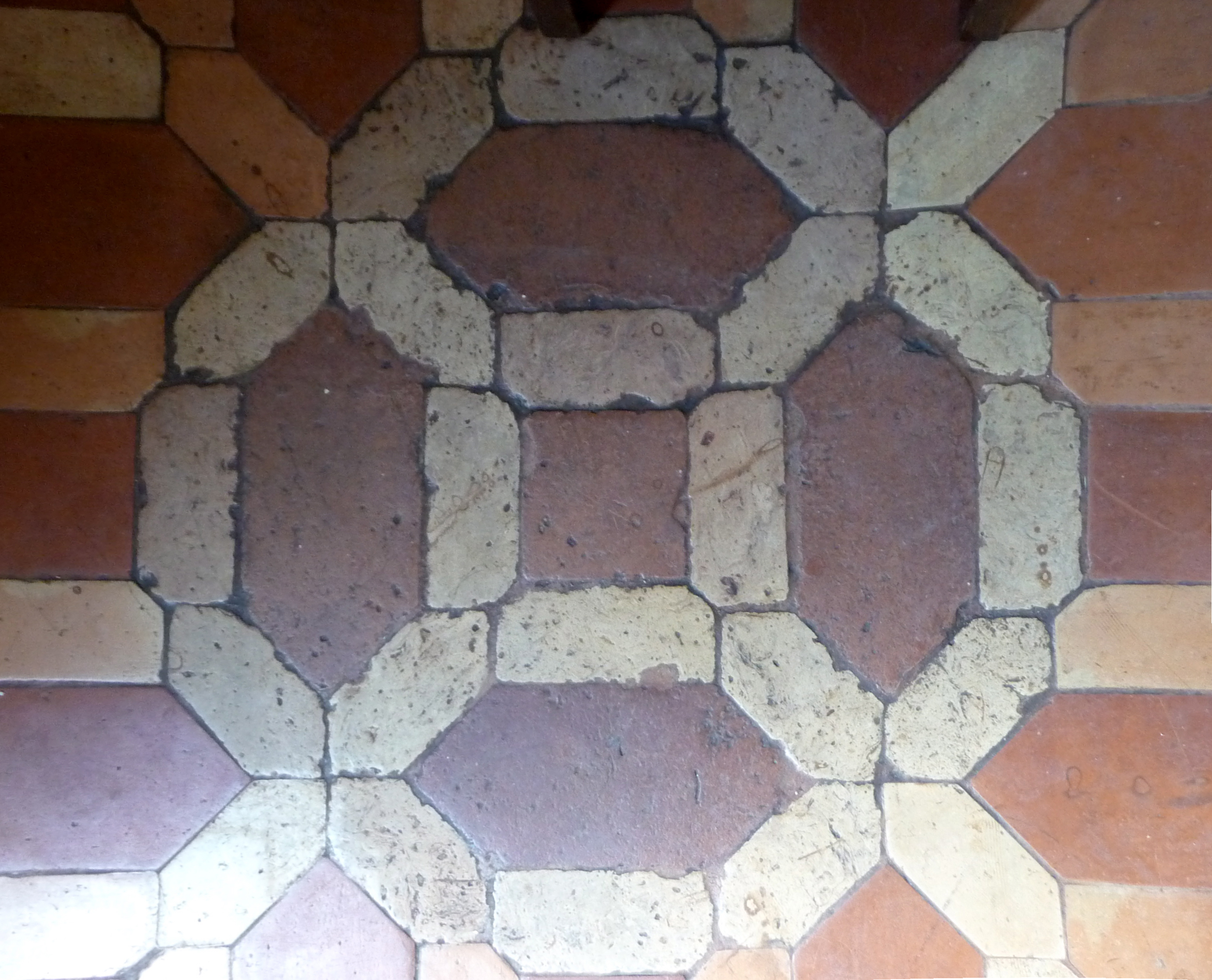
Salone al piano nobile: dettaglio dell'unica sezione di pavimentazione originale sopravvissuta alla distruzione del bombardamento del 1945.